# 휴먼센타이패드
"HUMANCENTiPAD(휴먼센타이패드)"는 미국의 텔레비전 애니메이션 사우스 파크의 시즌 15 1화이다. 그리고 210번 째 에피소드이며, 코미디 센트럴에서 2011년 4월 27일 방영되었다. 이 에피소드에선, 카일이 아이튠즈의 업데이트 약관을 동의하다 애플이 계획한 "혁신적인 새 제품"의 일부분이 되어 버린다. 한편, 카트먼이 아이패드를 갖고 싶다고 자신의 어머니께 조르다 그녀를 분노하게 만들었다.
이 에피소드는 트레이 파커의 지시로 만들어진 에피소드이며, 미국에서 TV-MA L 등급을 받고 방송되었다. 이 에피소드에 제목이자 중심 구성은 2010년에 개봉된 영화 휴먼 센터피드를 패러디하고 있다. 또, 애플의 아이패드와 아이폰을 패러디하고 있으며, 대기업들이 긴 약관을 사용자에게 지루하게 읽게 강요하는 것을 패러디하면서 비판하고 있다.
이 에피소드가 만들어지는 과정은 2011년 10월 9일 코미디 센트럴에서 방영된 TV 스페셜 "6 Days to Air"에서 알 수 있다.

## 줄거리
카트먼이 다른 학생들은 다 가지고 있는 아이패드가 없지만 있는 척하다가 없다는 사실을 들켜 굴욕을 당한다. 한편, 카일은 자신이 마지막으로 업데이트한 아이튠스에서 자신이 새 약관을 읽지 않고 다운로드를 하더니 어두운 양복을 입은 애플에서 온 직원들이 그를 잡아려고 시도한다. 카일은 그 직원들을 피하려고 시도하고, 그의 친구들은 아이튠스 업데이트를 다운로드할 때마다 약관을 줄줄이 다 읽는 다는 사실을 알아챈다. 그러다 의문의 직원들이 카일을 발견하자, 카일은 재빨리 도망쳤고 피난처를 찾아다니다 그의 아버지가 운영하는 법률사무소에 숨는다. 하지만 애플 직원들이 카일을 납치하고 카일의 아버지에게 전기충격을 가한다. 카일은 잠시 후 감금되는데, 그 안에 같이 있던 젊은 여성과 일본인 남성도 약관을 읽지 않았다고 한다. 이 상황이 있던 동안 카트먼은 그의 어머니가 베스트 바이에서 가격이 비싸다는 이유로 아이패드를 사 주지 않고 오히려 아이패드의 기능은 다 되면서 가격도 싼 도시바의 핸디북을 사는 것이 어떻겠냐고 물어보자, 화가 난 카트먼은 많은 고객들이 있는 상점 안에서 카드먼은 어머니에게 자신을 "강간하라"고 강요한다. 그렇지만 결과적으로는 어머니는 그에게 아무것도 사주지 않고 그랑 함께 집에 간다.
이후 신제품 발표회장에서 애플의 직원들과, 스티브 잡스는 신제품인 (영화 휴먼 센터피드를 패러디한) 휴먼센타이패드를 공개하면서 카일과 전에 서술한 젊은 여성, 그리고 일본인 남성과 함께 휴먼센타이패드의 일부분이 된다. 그 후 일본인 남성이 먼저 머리 위에 아이폰이 설치되고, 그 뒤에 남성의 항문과 카일에 입이 묶기고, 다시 카일의 항문과 뒤에 아이패드가 설치되어 있는 젊은 여성의 입과 묶긴다. 이후 카일은 나가고 싶다고 징징대자, 잡스는 이 약관에 서명을 하면 나갈 수 있도록 해 준다. 그러나 카일은 이 약관을 읽지 않고 그냥 서명을 했는데, 이 약관의 내용은 "애플이 원치 않으면 제품의 일부로 계속 둘 수 있다"였다. 잡스는 휴먼센타이패드가 글을 읽지 못하는 것에 분노하며 휴먼센타이패드가 글을 읽을 수 있도록 만든다.
다시 사우스 파크로 돌아가서 카일의 아버지는 스탠, 케니, 버터스와 함께 애플 매장에 있는 "지니어스"들에게 조언을 얻어 카일을 구하는 방법을 알아내려고 시도한다. 애플 매장에서 지니어스들이 두 개의 의식을 시행하고 나서 카일의 아버지에게 이 계약을 무효로 만들 수 있다고 하는데, 방법은 카일의 아버지가 앱등이가 되면 가능하다고 하지만 카일의 아버지는 자신은 일반 PC 사용자라면서 앱등이가 되는 것을 거부한다. 하지만 카일의 친구들의 조언에 따라 앱등이가 되는 의식을 치르면서 카일의 계약을 무효로 만든다. 이 때 나오는 의식 장면은 스타 트렉 (드라마)의 에피소드 "Amok Time"을 패러디한 장면이다. 
한편, 카트먼은 방송 "Dr. Phil"에 출현하여 자신의 어머니가 자신을 "강간한다"는 왜곡된 발언을 한다. 그 발언을 들은 시청자들은 그에게 위로의 선물로 잡스가 제공한 최초의 휴먼센타이패드를 준다. 카드먼을 이 장치가 웹 브라우징되 되면서 이메일도 써진다고 말하며, 카일의 입에다가 대변을 쌀 수도 있다고 말하면서 혁신적인 제품이라고 덧붙인다. 하지만 카일의 아버지가 나타나면서 자신의 아들인 카일이 했던 계약은 모두 무효화 처리되었으며, 즉시 휴먼센타이패드를 리콜처리하고 분리수술을 실시한다. 그 자리에서 바로 휴먼센타이패드를 잃은 카트먼은 신에게 소리치면서 신에게 "강간하겠다"라고 한다. 그러자 카트먼에게 화가 난 신은 카트먼에게 번개를 맞게 하여 천벌을 준다. 이 에피소드의 마지막 부분에서 카트먼은 병원의 침대에서 크게 다친 상태로 누워 있는데, 그의 어머니는 옆에서 책을 읽고 있고 그는 질질 울면서 이 에피소드는 막을 내린다.

## 여담
원래 미국에서 2011년 4월 27일 현지 방영된 "HUMANCENTiPAD"는 3,108만 명의 시청자들이 시청했다고 닐슨 미디어 리서치가 보도했다.